# Юровська Ольга Йосипівна
Юро́вська О́льга Йо́сипівна (21 січня 1911 — 1 березня 1977, Київ) — українська акторка музичної комедії, відома за виступами в Київському театрі оперети. Мати народної артистки України Тетяни Стебловської.

## Біографія
Народилась 21 січня 1911 у творчій сім'ї. Її батько, Йосип Адамович Юровський, мав музичну освіту, працював піаністом, був антрепренером театральної трупи. Мати, Катерина Миколаївна Юровська, була видатною артисткою радянської естради, славилася як виконавиця пісень і романсів. Сестра Ольги Йосипівни, Ганна Юровська, стала оперною співачкою, багато років співала на оперних сценах Львова і Новосибірська.
В 1934 році Ольга Юровська закінчила Київську консерваторію, де навчалась вокалу і сценічній майстерності в класі відомої в минулому оперної співачки і вокальної педагогині Клари Брун, у якої навчалась також Ганна Юровська.
1934—1960 — солістка Київського театру музичної комедії.
У молоді роки грала ролі юних героїнь, серед яких найбільшою популярністю у глядачів користувалися Сільва в однойменній опереті, Вікторія в «Останньому Чардаші», Маріца в однойменній опереті, Віолетта в «Холопці», Маріон у «Блакитній мазурці», Теодора в «Принцесі цирку», Аніна в «Ночі у Венеції», Яринка у «Весіллі в Малинівці».
Пізніше Ольга Йосипівна грала характерні ролі, серед яких найбільш пам'ятні: Секлета в комедії «За двома зайцями», Одарка в «Сватанні на Гончарівці», Комариха у «Весіллі в Малинівці» та ін.
Ольга Юровська пішла з життя 1 березня 1977 року в Києві. Похована на Берковецькому кладовищі.

## Ушанування пам'яті
Незважаючи на популярність і плідну багаторічну працю, її заслуги за радянських часів так і не були відзначені ні урядовими нагородами, ні почесним званням.
2011 року на честь Ольги Юровської названо одну з вулиць у Голосіївськомі районі міста Києва. З приводу рішення назвати вулицю її іменем директор і художній керівник Київського національного академічного театру оперети Богдан Струтинський сказав:
|  | Нещодавно ми з колективом театру відсвяткували 100-річчя від дня народження прими оперети О. Юровської і тепер ще й отримали такий цінний подарунок від влади як відзнака нашої натхненниці… Вона була однією з корифеїв Київського театру оперети, якому віддала понад чверть століття творчої діяльності з моменту заснування — 1934 року до 1960 року і закарбувалась у пам'яті шанувальників театрального мистецтва як улюблениця публіки, талановита вокалістка та акторка. |

## Родина
Чоловік Ольги Йосипівни, Стебловський Володимир Васильович, був відомим театральним діячем, режисером. У різні часи працював на керівних посадах театрів Києва, зокрема, був директором Театру музичної комедії, Театру ім. Лесі Українки та Театру ім. Івана Франка.
Артистичну сімейну династію продовжують дочка Ольги Йосипівни, акторка Молодого театру, народна артистка України Тетяна Стебловська і її син Володимир Бегма молодший, актор московського «Театру Луни».

## Ролі
- Сільва («Сільва» І. Кальмана)
- Вікторія («Останній чардаш» І. Кальмана)
- Маріца («Маріца» І. Кальмана)
- Віолета («Холопка» А. Стрельнікова)
- Маріон («Блакитна мазурка» Ф. Легара)
- Теодора («Принцеса цирку» І. Кальмана)
- Аніна («Ніч у Венеції» Й. Штрауса)
- Яринка, Комариха («Весілля в Малинівці» О. Рябова)
- Секлета («За двома зайцями» В. Ільїна та В. Лукашова)
- Одарка («Сватання на Гончарівці» Г. Квітки-Основ'яненка)
- Муза Леопольдівна («За вітриною ательє» С. Заславського[ru])